# 清水綱吉
清水 綱吉（しみず つなよし）は、戦国時代の武将。後北条氏の家臣。

## 生涯
清水家は伊豆国加納郡を本領とする在地勢力で、北条早雲の伊豆進出後に北条家の家臣となった。綱吉は氏綱から偏諱を受けていることから、北条家の家臣としては2代目と推測される。
笠原綱信と共に伊豆郡代・伊豆衆寄親を務めた。
天文6年（1537年）に北条家が駿河国河東地域に侵攻した際には、笠原綱信と共に遠江国相良庄へ進軍した（第一次河東一乱）。
天文15年（1546年）までは綱吉と思われる人物の活動が確認されるが、同20年（1551年）からは嫡子・康英が当主となっており、伊豆郡代・伊豆衆寄親の役割を継承している。